# Homalotylus latipes
Homalotylus latipes är en stekelart som beskrevs av Girault 1913. Homalotylus latipes ingår i släktet Homalotylus och familjen sköldlussteklar.
Artens utbredningsområde är Paraguay. Inga underarter finns listade i Catalogue of Life.